# Oscarella cruenta
Oscarella cruenta är en svampdjursart som först beskrevs av Carter 1881.  Oscarella cruenta ingår i släktet Oscarella och familjen Plakinidae. Inga underarter finns listade i Catalogue of Life.